# Saint-Germain-sur-Sarthe
Saint-Germain-sur-Sarthe ist eine Commune déléguée in der französischen Gemeinde Fresnay-sur-Sarthe mit 518 Einwohnern (Stand: 1. Januar 2022) im Département Sarthe in der Region Pays de la Loire. Die Einwohner werden Saint-Germinois genannt.
Die Gemeinde Saint-Germain-sur-Sarthe wurde am 1. Januar 2019 mit Fresnay-sur-Sarthe und Coulombiers zur namensgleichen Commune nouvelle Saint-Germain-sur-Sarthe zusammengeschlossen. Sie hat seither den Status einer Commune déléguée. Die Gemeinde Saint-Germain-sur-Sarthe gehörte zum Mamers und zum Kanton Sillé-le-Guillaume.

## Geographie
Saint-Germain-sur-Sarthe liegt etwa 31 Kilometer nordnordwestlich von Le Mans an der Sarthe. Umgeben wurde die Gemeinde Saint-Germain-sur-Sarthe von den Nachbargemeinden Fyé im Norden und Nordosten, Coulombiers im Osten und Nordosten, Piacé im Osten und Südosten, Moitron-sur-Sarthe im Süden, Saint-Aubin-de-Locquenay im Westen und Südwesten sowie Saint-Ouen-de-Mimbré im Westen und Nordwesten.

## Bevölkerungsentwicklung
| 1962                       | 1968 | 1975 | 1982 | 1990 | 1999 | 2006 | 2013 |
| -------------------------- | ---- | ---- | ---- | ---- | ---- | ---- | ---- |
| 452                        | 455  | 425  | 429  | 433  | 435  | 474  | 568  |
| Quellen: Cassini und INSEE |      |      |      |      |      |      |      |

## Sehenswürdigkeiten
- Kirche Saint-Germain aus dem 12. Jahrhundert, Monument historique seit 1927

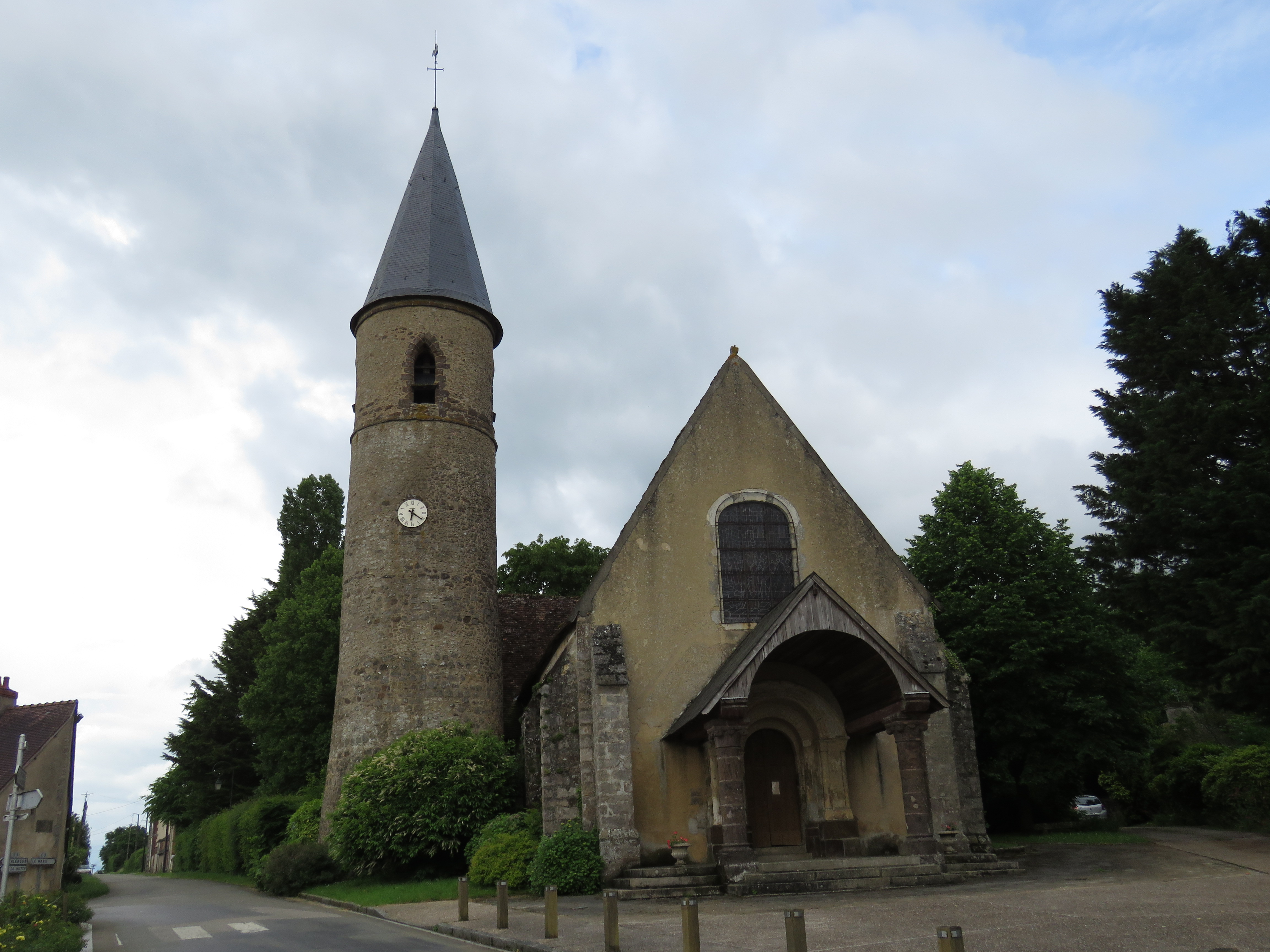
Kirche Saint-Germain

- Wegekreuz